# Pallacanestro Cantù 1954-1955
Questa voce raccoglie le informazioni riguardanti la Pallacanestro Cantù nelle competizioni ufficiali della stagione 1954-1955.

## Stagione
La stagione 1954-1955 della Pallacanestro Cantù, sponsorizzata Milenka, è la 1ª nel massimo campionato italiano di pallacanestro, la Serie A.
Per la nuova stagione vennero operati alcuni ritocchi per rendere più competitiva la formazione che in pratica era quella che proveniva dalla C. Fu così allora che giunse a Cantù il primo straniero della sua storia James Larry Strong, playmaker che assunse anche l'incarico di allenatore. Vennero però ingaggiati anche giocatori del calibro di Mucci, Perego e a campionato iniziato di Isidor Maršan.
Cantù chiuse il campionato in penultima posizione e fu costretta a giocarsi lo spareggio contro il Mazzini Bologna alla meglio delle tre partite. Una vittoria per parte, entrambe in casa e così gara-3 da giocare sul campo neutro di Venezia. La formazione canturina fu sconfitta 55-64 e così dopo un solo anno nella massima serie ci fu la retrocessione. Proprio sul finire della stagione, la Federazione aveva modificato la denominazione dei campionati per la stagione successiva: la massima serie sarebbe diventata "Elette" mentre la vecchia Serie B sarebbe diventata "Serie A". La Pallacanestro Cantù venne dunque retrocessa dalla "vecchia" Serie A alla "nuova" Serie A.

## Roster
- Gualtiero Bernardis
- Lino Cappelletti
- Isidor Maršan
- Giuseppe Pozzi
- Lorenzo Rogato
- Benito Ronchetti
- James Larry Strong
- Cortesi
- Lampugnani
- Lietti
- Muci
- Perego
- Picco
- Sala
- Salice
- Valsecchi

Allenatore:  James Larry Strong, poi  Isidor Maršan